# Konkurs Piosenki Eurowizji Junior 2004

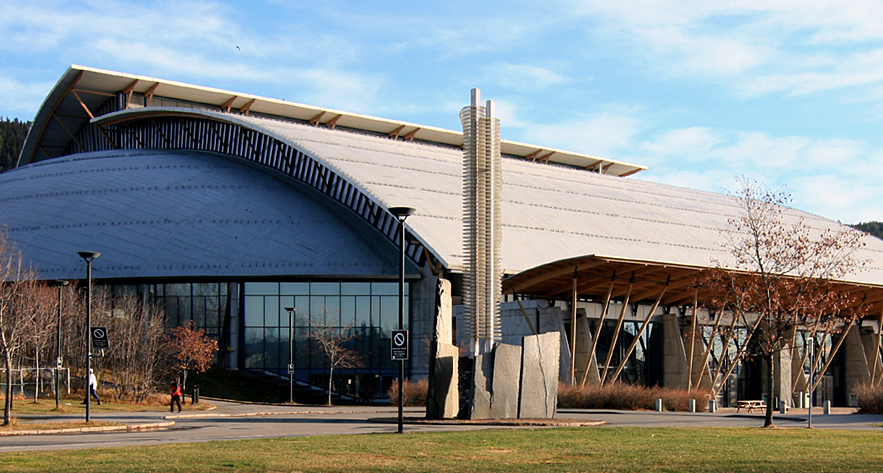
Håkons Hall, miejsce organizacji konkursu.

2. Konkurs Piosenki Eurowizji Junior odbył się 20 listopada 2004 w Håkons Hall w Lillehammer. Organizatorem była Europejska Unia Nadawców i norweski nadawca Norsk Rikskringkasting (NRK).
W konkursie wzięło udział 18 państw. Zwyciężyła María Isabel, reprezentantka Hiszpanii z utworem „Antes muerta que sencilla”.

## Lokalizacja

### Miejsce organizacji konkursu
Początkowo drugi Konkurs Piosenki Eurowizji Junior miał odbyć się w brytyjskim Manchesterze, jednak Europejska Unia Nadawców (EBU) zdecydowała o zmianie organizatora widowiska z powodu nieporozumień finansowych spowodowanych zbyt wysokimi składkami, wpłacenia których wymagałaby komercyjna stacja ITV. Na początku czerwca 2004 roku EBU potwierdziła, że konkurs w 2004 roku zostanie zorganizowany przez Chorwacką Radiotelewizję (HRT), którego reprezentant wygrał inauguracyjne widowisko w roku poprzednim. Niedługo potem duński dziennik BT poinformował, że cała impreza zostanie przygotowana w Norwegii przez lokalnego nadawcę NRK, co kilka dni później potwierdziła sama stacja dodając, że konkurs odbędzie się na terenie Håkons Hall w Lillehammer. Funkcję dyrektora generalnego areny pełnił wówczas Erik Ulateig.

## Organizacja
Pod koniec września EBU rozpoczęła sprzedaż biletów na koncert finałowych widowiska (ceny biletów wahały się między 30 a 42 euro).
W tym samym czasie do przedsprzedaży trafiło oficjalne wydawnictwo CD/DVD zawierające – odpowiednio – wszystkie piosenki konkursowe lub zapis z koncertu finałowego premiera pierwszej płyty odbyła się na początku listopada, kiedy wszyscy nadawcy wybrali swoje konkursowe propozycje.
16 listopada wszystkie delegacje zostały przywitane przez prezydent Lillehammeru – Synnøve Brenden Klemetrud, dzień później reprezentanci zaczęli próby kamerowe do występu w finale widowiska. 19 listopada odbyła się specjalna konferencja prasowa, podczas której zaprezentowani zostali wszyscy uczestnicy konkursu.

### Projekt graficzny
Na początku września stacja NRK zaprezentowała oficjalny logotyp konkursu, motywem przewodnim widowiska były jasne, zimowe, nordyckie wieczory. 

### Prowadzący i goście specjalni
Pod koniec września NRK podała nazwiska prowadzących całą imprezę, którymi zostali prezenterzy telewizyjni: Nadia Hasnaoui i Stian Barsnes Simonsen. Para poprowadziła także finał krajowych eliminacji do konkursu.
Podczas ceremonii otwarcia koncertu finałowego na scenie zaprezentowała się 50-osobowa grupa taneczno-akrobatyczna. Na scenie zaprezentowali się także reprezentanci wszystkich krajów w konkursie. Zgodnie z planami, wcześniej planowano występ Rusłany. Dino Jelusić, zwycięzca poprzedniego konkursu, nie otrzymał propozycji gościnnego występu w finale. Piosenkarz został jednak zaproszony do Lillehammer jako gość honorowy koncertu.
W trakcie dziesięciominutowej przerwy na głosowanie telewidzów lub jurorów na scenie wystąpił gościnnie zespół Westlife w utworze „Ain’t That a Kick in the Head?”.

### Kontrowersje

#### Dyskwalifikacja szwajcarskiej piosenki
Pierwotnie reprezentantowi Szwajcarii groziła dyskwalifikacja, kiedy okazało się, że utwór „Birichino” Demisa Mirarchiego wygrał w 2002 roku lokalny festiwal muzyczny dla dzieci Mara & Meo i został umieszczony w 2003 roku na albumie kompilacyjnym zawierającym wszystkie kompozycje wykonane w trakcie konkursu. Piosenka miała naruszyć zapis regulaminowy Konkursu Piosenki Eurowizji Junior stanowiący o zakazie publikacji konkursowej piosenki przed rozegraniem krajowych eliminacji do widowiska. Ostatecznie reprezentant został jednak dopuszczony do udziału w stawce finałowej imprezy.

#### Stroje białoruskiej reprezentacji
Po jednej z pierwszych prób białoruskiej reprezentacji pojawiły się skargi dotyczące wyglądu balerinek, których stroje uznano za „zbyt prowokacyjne jak na Konkurs Piosenki Eurowizji Junior”. Swoje niezadowolenie wyraził m.in. kierownik wykonawczy widowiska, Svante Stockselius, który uznał, że „ubranie to ważna część Konkursu (...), ale dzieci powinny być dziećmi. Oczywiście powinny mieć na sobie ładne stroje, ale nie mogą wyglądać jak Christina Aguilera”. Przedstawiciel delegacji, Alex Kosnikow, odparł zarzuty, twierdząc: Nie rozumiem tego całego zamieszania. To jest normalny kostium dla baletnic, ale jeżeli masz nie po kolei w głowie, zawsze będziesz widział w tym prowokację.

## Kraje uczestniczące
W finale konkursu wzięło udział łącznie 18 państw, w tym debiutujące telewizje z Francji i Szwajcarii. Pierwotnie chęć udziału w widowisku wyraziły stacje z Izraela i Niemiec, jednak później wycofały się z tej decyzji.

### Finał
7 października 2003 EBU udostępniła kolejność startową występów w finale.
| Lp. | Kraj            | Wykonawca                           | Utwór                       | Język        | Miejsce | Punkty |
| --- | --------------- | ----------------------------------- | --------------------------- | ------------ | ------- | ------ |
| 1   | Grecja          | Secret Band                         | „O palios mu eaftos”        | grecki       | 9       | 48     |
| 2   | Malta           | Young Talent Team                   | „Power of a Song”           | angielski    | 12      | 14     |
| 3   | Holandia        | Klaartje & Nicky                    | „Hij is een kei”            | niderlandzki | 11      | 27     |
| 4   | Szwajcaria      | Demis Mirarchi                      | „Birichino”                 | włoski       | 16      | 4      |
| 5   | Norwegia        | @lek                                | „En stjerne skal jeg bli”   | norweski     | 13      | 12     |
| 6   | Francja         | Thomas Pontier                      | „Si on voulait bien”        | francuski    | 6       | 78     |
| 7   | Macedonia       | Martina Siljanowska                 | „Zabawa”                    | macedoński   | 7       | 64     |
| 8   | Polska          | KWADro                              | „Łap życie”                 | polski       | 17      | 3      |
| 9   | Cypr            | Marios Tofis                        | „Onira”                     | grecki       | 8       | 61     |
| 10  | Białoruś        | Jahor Wałczok                       | „Spiawajcie sa mnoju”       | białoruski   | 14      | 9      |
| 11  | Chorwacja       | Nika Turković                       | „Hej mali”                  | chorwacki    | 3       | 126    |
| 12  | Łotwa           | Mārtiņš Tālbergs & C-Stones Juniors | „Balts vai melns”           | łotewski     | 17      | 3      |
| 13  | Wielka Brytania | Cory Spedding                       | „The Best Is Yet to Come”   | angielski    | 2       | 140    |
| 14  | Dania           | Cool Kids                           | „Pigen er min”              | duński       | 5       | 116    |
| 15  | Hiszpania       | María Isabel                        | „Antes muerta que sencilla” | hiszpański   | 1       | 171    |
| 16  | Szwecja         | Limelights                          | „Varför jag?”               | szwedzki     | 15      | 8      |
| 17  | Belgia          | Free Spirits                        | „Accroche-toi”              | francuski    | 10      | 37     |
| 18  | Rumunia         | Noni Răzvan Ene                     | „Îți mulțumesc”             | rumuński     | 4       | 123    |

## Wyniki

### Głosowanie
| Uczestnicy      | Suma punktów | Grecja | Malta | Holandia | Szwajcaria | Norwegia | Francja | Macedonia Północna | Polska | Cypr | Białoruś | Chorwacja | Łotwa | Wielka Brytania | Dania | Hiszpania | Szwecja | Belgia | Rumunia |
| Grecja          | 48           |        | 12    | 1        | 2          | 1        | 3       |                    |        | 12   |          | 3         |       | 5               |       | 1         |         | 2      | 6       |
| Malta           | 14           |        |       | 2        |            |          |         | 3                  |        |      |          |           |       | 4               | 4     |           |         |        | 1       |
| Holandia        | 27           |        | 3     |          |            | 3        | 1       | 1                  |        |      | 3        | 1         | 5     |                 |       | 2         | 1       | 7      |         |
| Szwajcaria      | 4            |        | 4     |          |            |          |         |                    |        |      |          |           |       |                 |       |           |         |        |         |
| Norwegia        | 12           |        |       |          |            |          |         |                    |        |      |          |           |       |                 | 7     |           | 5       |        |         |
| Francja         | 78           | 6      | 1     | 5        | 6          | 2        |         | 2                  | 4      | 4    | 6        | 4         | 7     | 2               | 6     | 8         | 4       | 8      | 3       |
| Macedonia       | 64           |        | 6     | 6        | 5          | 5        | 4       |                    | 5      | 3    |          | 8         | 3     | 3               | 5     | 3         | 3       | 3      | 2       |
| Polska          | 3            |        |       |          |            |          | 2       |                    |        |      | 1        |           |       |                 |       |           |         |        |         |
| Cypr            | 61           | 12     | 8     | 3        | 1          |          |         | 6                  |        |      | 4        | 5         | 2     | 8               | 1     | 5         |         | 1      | 5       |
| Białoruś        | 9            | 1      |       |          |            |          |         |                    | 3      |      |          |           | 1     |                 |       |           |         |        | 4       |
| Chorwacja       | 126          | 4      |       | 8        | 8          | 10       | 8       | 12                 | 7      | 6    | 8        |           | 8     | 12              | 8     | 6         | 8       | 6      | 7       |
| Łotwa           | 3            | 2      |       |          |            |          |         |                    | 1      |      |          |           |       |                 |       |           |         |        |         |
| Wielka Brytania | 140          | 5      | 10    | 12       | 7          | 6        | 6       | 5                  | 10     | 5    | 10       | 7         | 10    |                 | 10    | 10        | 7       | 10     | 10      |
| Dania           | 116          | 7      | 5     | 7        | 3          | 12       | 5       | 8                  | 8      | 7    | 5        | 6         | 4     | 10              |       | 7         | 10      | 4      | 8       |
| Hiszpania       | 171          | 10     | 7     | 10       | 12         | 8        | 12      | 10                 | 12     | 10   | 7        | 12        | 6     | 7               | 12    |           | 12      | 12     | 12      |
| Szwecja         | 8            |        |       |          |            | 4        |         |                    |        | 1    |          |           |       |                 | 3     |           |         |        |         |
| Belgia          | 37           | 3      |       | 4        | 4          |          | 7       | 4                  | 2      | 2    | 2        | 2         |       | 1               |       | 4         | 2       |        |         |
| Rumunia         | 123          | 8      | 2     |          | 10         | 7        | 10      | 7                  | 6      | 8    | 12       | 10        | 12    | 6               | 2     | 12        | 6       | 5      |         |

## Pozostałe kraje
Aby kraj kwalifikował się do potencjalnego udziału w Konkursie Piosenki Eurowizji Junior, musi być aktywnym członkiem Europejskiej Unii Nadawców. Nie wiadomo, czy Europejska Unia Nadawców wysyła zaproszenia do udziału wszystkim pięćdziesięciu sześciu aktywnym członkom, tak jak ma to miejsce w kwestii Konkursu Piosenki Eurowizji.

### Aktywni członkowie EBU
- Irlandia – irlandzka telewizja otrzymała zaproszenie do udziału w konkursie 2004 i znalazła się na liście wśród 20 krajów które biorą udział w konkursie. Ostatecznie stacja wycofała się z udziału w konkursie[53].
- Izrael – izraelski nadawca Israel Broadcasting Authority (IBA) początkowo planował debiut w konkursie, ale ostatecznie wycofał się z tej decyzji[53].
- Niemcy – 30 listopada 2004 szef delegacji Jürgen Meier-Beer stwierdził, że Niemcy nie zadebiutują w konkursie ponieważ „konkurs nie odniesie sukcesu w specyficznych warunkach telewizyjnego rynku niemieckiego”[54][55].

## Sekretarze, nadawcy publiczni i komentatorzy

### Sekretarze
Lista ukazuje imiona i nazwiska sekretarzy podających punkty w konkursie:
1. Grecja – Kalli Georgelli
2. Malta –  Thea Saliba
3. Holandia –  Danny Hoekstra
4. Szwajcaria –  Alessia Milani
5. Norwegia – Ida Ursin-Holm
6. Francja –  Gabrielle
7. Macedonia Północna – Filip
8. Polska –  Jadwiga Jaskulska
9. Cypr – Stella Maria Koukkidi
10. Białoruś – Daria
11. Chorwacja – Buga
12. Łotwa  – Sabīne Berezina
13. Wielka Brytania – Charlie Allan
14. Dania – Anne Gadegaard
15. Hiszpania – Lucho
16. Szwecja – Vännerna Queenie
17. Belgia – Alexander Schönfelder
18. Rumunia – Emy

### Komentatorzy
Poniższy spis uwzględnia nazwiska komentatorów poszczególnych nadawców publicznych transmitujących widowisko.
Kraje uczestniczące w konkursie
- Belgia –  Ilse Van Hoecke i Marcel Vanthilt (VRT 1)[56]
- Białoruś – Denis Kurian (Biełaruś-1)[57]
- Chorwacja – b.d – (HRT 1)
- Cypr – b.d (CyBC)
- Dania – Nicolai Molbech (DR1)
- Francja – Elsa Fayer i Bruno Barberes (France 3)
- Grecja – b.d (ERT1)
- Hiszpania – Fernando Argenta (La 1)
- Holandia – Angela Groothuizen
- Łotwa – Kārlis Streips (Latvijas Televīzija)
- Macedonia Północna – Milanka Rašik (MRT 1)
- Malta – Valerie Vella (TVM)
- Norwegia – Jonna Støme (NRK1)
- Polska – Artur Orzech (TVP1)
- Rumunia – Ioana Isopecu i Alexandru Nagy (TVR1)
- Szwajcaria – niemiecki: Roman Kilchsperger, francuski: Marie-Thérèse Porchet, włoski: Claudio Lazzarino Daniele Rauseo	(SRF zwei, RTS Deux, RSI La 1)
- Szwecja – Pekka Heino (SVT1)
- Wielka Brytania – Matt Brown (ITV2)

Kraje nieuczestniczące w konkursie
- Australia – brak komentatora (SBS TV)
- Bośnia i Hercegowina – b.d (BHT1)[58]
- Estonia – b.d (ETV)[59]

## Oglądalność
Przed rozegraniem finału konkursu oglądalność widowiska szacowano na ok. 30 milionów telewidzów.